# Науру на Летњим олимпијским играма 2016.
Науру је на Олимпијским играма у Рио де Жанеиру 2016. учествовао шести пут од пријема у МОК. Учествовао са двојицом спортиста, који су се такмичили у два спорта. Науру, заједно са још 8 земаља имао је једну од најмањих делегација на Играма. Мање спортисти имао је само Тувалу, који је био престављен са једним спортистом.
На свечаном отварању Игара заставу Науруа носио је дизач тегова Елсон Бречтефелд.
И после ових Игара, Науру је остао у групи земаља које до сада нису освајале олимпијске медаље.

## Учесници по дисциплинама
| Спорт         | Мушкарци | Жене | Укупно |
| ------------- | -------- | ---- | ------ |
| Дизање тегова | 1        | 0    | 1      |
| Џудо          | 1        | 0    | 1      |
| Укупно (2)    | 2        | 0    | 2      |

## Дизање тегова
Науру је добио позив од -{IWF} да на неискоришћену квоту за Океанију пошаље једног дизача тегова у мушкој конкуренцији до 56 кг.
Мушкарци
| Текмичар         | Дисциплина | Тежина | Трзај    | Трзај   | Избачај  | Избачај | Укупно | Пласман | Детаљи |
| Текмичар         | Дисциплина | Тежина | Резултат | Пласман | Резултат | Пласман | Укупно | Пласман | Детаљи |
| ---------------- | ---------- | ------ | -------- | ------- | -------- | ------- | ------ | ------- | ------ |
| Елсон Бречтефелд | до 56 кг   | 55,62  | 98       | 17      | 125      | 15      | 223    |         |        |

## Џудо
За такмичења у џудоу за Науру се директно квалификовао један џудиста.
| Џудиста    | Дис.     | 1. коло                    | 1/8 финала                 | 1/4 финала         | Полуфинале         | Финале             | Репесаж 1          | Репесаже 1/4 финале | Репесаж полуфинале | Борба за бронзу    | Поз.   | Дет. |
| Џудиста    | Дис.     | Противник Резултат         | Противник Резултат         | Противник Резултат | Противник Резултат | Противник Резултат | Противник Резултат | Противник Резултат  | Противник Резултат | Противник Резултат | Поз.   | Дет. |
| ---------- | -------- | -------------------------- | -------------------------- | ------------------ | ------------------ | ------------------ | ------------------ | ------------------- | ------------------ | ------------------ | ------ | ---- |
| Овини Уера | до 90 кг | Џејмс (BIZ) · Поб. 100–000 | Џејмс (GEO) · Пор. 000–100 | Није се пласирао\| | Није се пласирао\| | Није се пласирао\| | Није се пласирао\| | Није се пласирао\|  | Није се пласирао\| | Није се пласирао\| | 9 / 35 |      |